# Seznam belgijskih geologov
Seznam belgijskih geologov.

## B
- Gaston Briart

## D
- André Dumont

## R
- Alphonse Francois Renard

## T
- Haroun Tazieff